# Otton z Mstyczowa (rektor)
Otton z Mstyczowa (ur. w XIV w., zm. w XV w.) – rektor Uniwersytetu Krakowskiego i scholastyk katedralny krakowski.
Żył na przełomie XIV i XV wieku.
W latach 1403–1404 pełnił funkcję czwartego rektora odnowionego Uniwersytetu Krakowskiego .
14 sierpnia 1409 wraz z kustoszem kapituły katedralnej Janem Szafrańcem na polecenie biskupa Piotra Wysza opracowali ordynację w sprawie podziału dochodów pomiędzy kanoników kolegiaty św. Floriana będących profesorami Uniwersytetu Krakowskiego.